# Narcís de Queralt i Reart
Narcís de Queralt i Reart (Santa Coloma de Queralt, 26 de febrer de 1691-1743), Canonge de Barcelona i canceller de la Universitat de Cervera.

## Biografia
Narcís de Queralt i Reart va néixer a Santa Coloma de Queralt el 1691. Descendent dels comtes de Santa Coloma de Queralt i germà de Francesc de Queralt i de Xetmar.
Fou canonge de la seu barcelonina. El 2 d'abril de 1732 és nomenat mestrescola de Lleida, amb dispensa de viure a Lleida, i el 22 del mateix mes és nomenat canceller de la Universitat de Cervera. En el càrrec de canceller hagué d'intervenir per aconseguir que el professorat actués segons la normativa i feu de negociador en les constants picabaralles entre catedràtics. Abandona el càrrec en ser nomenat bisbe d'Àvila. Va morir l'any 1743.